# Horst Kiesecker

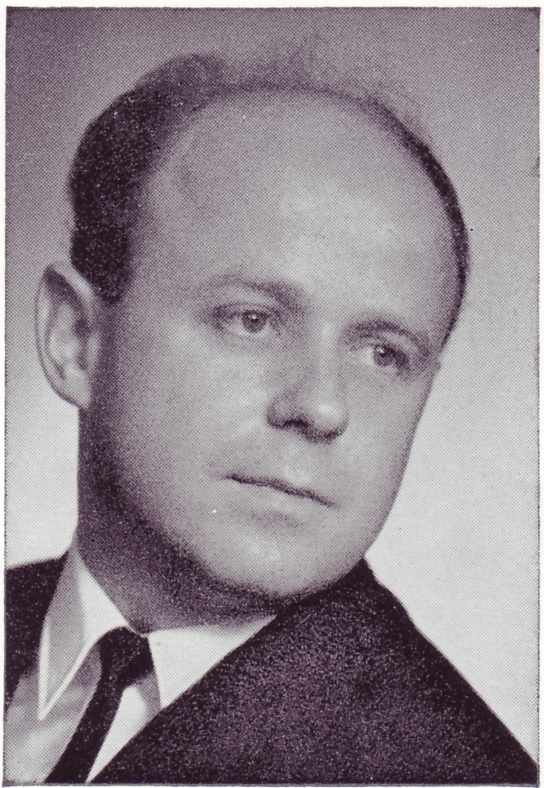
Horst Kiesecker

Horst Kiesecker (* 8. Oktober 1934 in Hohentengen; † 29. Februar 2020 in Tailfingen) war ein deutscher Politiker der SPD.

## Ausbildung und Beruf
Nach dem Abitur am Kepler-Gymnasium in Ulm studierte Horst Kiesecker Rechts- und Staatswissenschaften an den Universitäten in Tübingen und Freiburg. Nach seinem Ersten Staatsexamen 1958 in Freiburg war er Gerichtsreferendar in Bonn und Ulm. Nach seinem Assessorexamen 1962 in Stuttgart war er zunächst Gerichtsassessor in Ellwangen und dann Staatsanwalt in Ulm. Von 1964 bis 1966 gehörte er dem Parlamentarischen Beratungsdienst des Landtags von Baden-Württemberg an.

## Politische Tätigkeit
Während des Studiums engagierte sich Kiesecker im Liberalen Studentenbund Deutschlands (LSD) und war 1958/59 LSD-Bundesvorsitzender.
1966 wurde Horst Kiesecker zum Bürgermeister der damals selbstständigen Stadt Tailfingen gewählt. Seit 1971 war er auch Kreisrat im Landkreis Balingen und ab 1973 im Zollernalbkreis. Er war Vorsitzender der Kreistagsfraktion der SPD. Zusammen mit seinem Bürgermeisterkollegen Hans Hoss aus der Nachbarstadt Ebingen trieb er die Fusion beider Städte zur neuen Stadt Albstadt voran, die zum Beginn des Jahres 1975 vollzogen wurde. Damit endete auch Kieseckers Amtszeit als Bürgermeister.
1972 wurde Kiesecker über ein Zweitmandat des Wahlkreises Balingen erstmals in den Landtag von Baden-Württemberg gewählt. Dort gehörte er ab 1976 dem Wirtschaftsausschuss an, dessen Vorsitzender er von 1980 bis 1984 war. Bei der Landtagswahl 1984 scheiterte er ebenso wie 1988 beim Versuch einer erneuten Wiederwahl.
Sein Ausscheiden war dabei eine Folge des baden-württembergischen Landtagswahlsystems, das die Zweitmandate für unterlegene Wahlkreisbewerber in der Reihenfolge ihrer absoluten Stimmenzahlen auf Ebene der Regierungsbezirke zuteilte. Die stagnierende Bevölkerungsentwicklung im Zollernalbkreis führte deshalb dazu, dass das fünfte und letzte Zweitmandat für die SPD im Regierungsbezirk Tübingen 1984 vom Wahlkreis Balingen an den Wahlkreis Hechingen-Münsingen überging.
Zwischen 1992 und 1996 war Kiesecker erneut Mitglied des Landtages, weil der SPD im Regierungsbezirk durch das mäßige Abschneiden der CDU ein sechstes Mandat als Ausgleichssitz zugeteilt wurde. In dieser Legislaturperiode gehörte er dem Finanzausschuss des Landtages an.

## Ehrungen und Auszeichnungen
1978 wurde Kiesecker das Verdienstkreuz am Bande der Bundesrepublik Deutschland, 1983 das Verdienstkreuz 1. Klasse und am 9. Mai 1987 von Ministerpräsident Lothar Späth die Verdienstmedaille des Landes Baden-Württemberg verliehen.

## Familie und Privates
Horst Kiesecker war verheiratet und hatte drei Kinder.